# Laveissenet
Laveissenet (Okzitanisch: gleicher Name) ist eine französische Gemeinde mit 135 Einwohnern (Stand: 1. Januar 2022) im Département Cantal in der Region Auvergne-Rhône-Alpes; sie gehört zum Arrondissement Saint-Flour.

## Geografie
Laveissenet liegt rund 17 Kilometer nordwestlich der Kleinstadt Saint-Flour im Gebiet des Regionalen Naturparks Volcans d’Auvergne. Es gehört zum Bergland Monts du Cantal. Die wichtigsten Gewässer sind der Fluss Lagnon, der Fluss Ander sowie mehrere Teiche. Wichtigste Verkehrsverbindung ist die nördlich der Gemeinde vorbeiführende Route nationale 122. Der nächstgelegene Bahnhof befindet sich in Murat.
Nebst dem Dorf Laveissenet gibt es noch die Siedlung Cheylanes und einige Einzelhöfe.
Umgeben wird Laveissenet von den Nachbargemeinden La Chapelle-d’Alagnon im Nordosten, Ussel im Osten, Valuéjols im Südosten, Paulhac im Südwesten sowie Albepierre-Bredons im Westen und Nordwesten.

## Bevölkerungsentwicklung
| Jahr                       | 1793 | 1886 | 1891 | 1896 | 1911 | 1921 | 1962 | 1968 | 1975 | 1982 | 1990 | 1999 | 2006 | 2012 |
| -------------------------- | ---- | ---- | ---- | ---- | ---- | ---- | ---- | ---- | ---- | ---- | ---- | ---- | ---- | ---- |
| Einwohner                  | 346  | 347  | 401  | 308  | 303  | 225  | 181  | 165  | 149  | 144  | 116  | 104  | 93   | 98   |
| Quellen: Cassini und INSEE |      |      |      |      |      |      |      |      |      |      |      |      |      |      |